# Jule Brand (Fußballspielerin)
Jule Brand (* 16. Oktober 2002 in Germersheim) ist eine deutsche Fußballspielerin. Sie steht bei Olympique Lyon unter Vertrag und ist deutsche Nationalspielerin.

## Karriere

### Vereine

#### Jugend und Wechsel zur TSG 1899 Hoffenheim
Jule Brand hatte in Mädchen- und Jungenteams des FV Dudenhofen, der JSG JFV Ganerb und des FC Speyer 09 gespielt, bevor sie im Winter 2018 in die Jugendabteilung der TSG 1899 Hoffenheim kam. Dort spielte sie in der U17 und dann mit der U20 in der 2. Bundesliga. Nach 37 Punktspielen rückte sie 2020 in die erste Mannschaft auf. In der Bundesligasaison 2020/21 erreichte sie mit der TSG Hoffenheim den 3. Platz. In der UEFA Women’s Champions League 2021/22 qualifizierte sie sich mit den Hoffenheimerinnen für die erstmals ausgetragene Gruppenphase. Hier schieden sie gegen Vorjahressieger FC Barcelona und den Arsenal Women FC als Gruppendritte aus. Brand wurde in neun Spielen eingesetzt und erzielte drei Tore.

#### VfL Wolfsburg
Zur Saison 2022/23 wechselte Brand zum VfL Wolfsburg. Dort gewann sie 2023 und 2024 den DFB-Pokal.

#### Olympique Lyon
Im Juli 2025 wechselte Brand zum Rekordmeister der französischen Division 1 Féminine Olympique Lyon. Dort unterschrieb sie einen Vertrag bis 2028.

### Nationalmannschaft
Jule Brand bestritt 2015 und 2016 acht Spiele für die Südwest-U14 im Länderpokal, 2017 und 2018 spielte sie sowohl für die badische U16 und U18 als auch die Südwest-U16 und die deutsche U16-Nationalmannschaft im Länderpokal. Mit der deutschen U16 nahm sie auch am Nordic Cup teil. Mit den U17-Juniorinnen qualifizierte sie sich 2019 für die Europameisterschaft. Beim Turnier in Bulgarien kam sie beim 4:0-Sieg im ersten Spiel gegen England und bei der 2:3-Niederlage gegen die Niederlande in der Gruppenphase als rechte Außenverteidigerin zum Einsatz. Da sie gegen die Niederländerinnen – als einzige Spielerin bei der Endrunde – die Gelb-Rote Karte erhielt, war sie für das dritte Gruppenspiel gesperrt. Im Halbfinale gegen Portugal spielte sie dann auf der linken Seite. Durch einen 2:0-Sieg wurde das Finale erreicht, in dem sie wieder auf die Jong-Oranje trafen, wo sie erneut auf der linken Seite spielte. Da es nach regulärer Spielzeit 1:1 stand, kam es zum Elfmeterschießen, bei dem sie aber nicht mehr auf dem Platz stand. Die Torhüterinnen konnten insgesamt sieben Elfmeter halten, die deutsche Torhüterin Pauline Nelles war aber einmal mehr erfolgreich, so dass die deutsche Mannschaft zum siebten Mal den Titel gewann. Es folgten fünf Spiele mit der U19, u. a. im März 2020 bei einem Turnier in La Manga. Weil danach wegen der COVID-19-Pandemie die Qualifikationen zu den U19-Europameisterschaften und auch die Endrunden abgesagt wurden, konnte sie mit der U19 noch keine Pflichtspiele bestreiten.

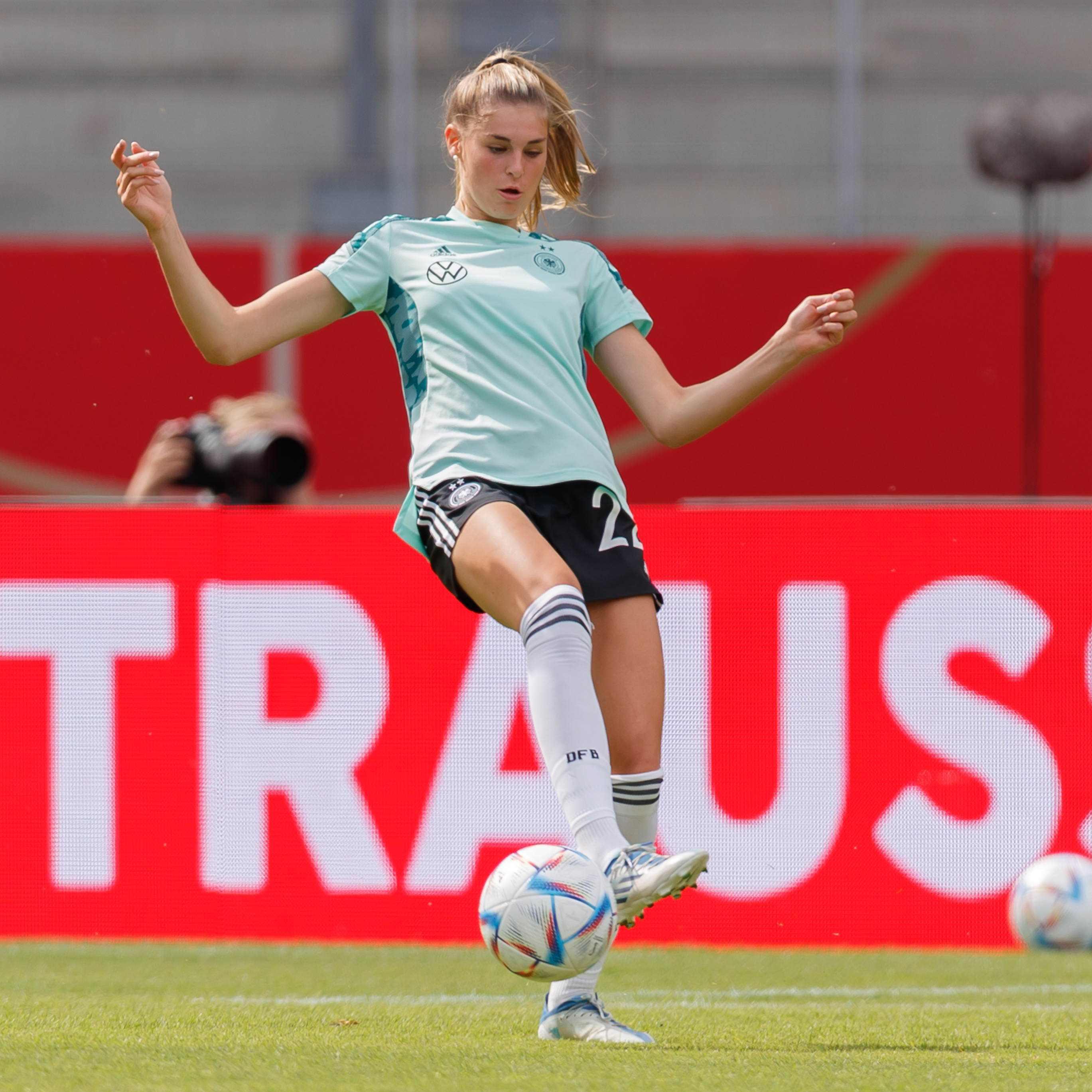
Jule Brand (2022)

Im April 2021 wurde sie, nachdem Melanie Leupolz und Klara Bühl wegen muskulärer Beschwerden bzw. kleinerer Blessuren auf die Spiele gegen Australien und Norwegen verzichten mussten, für die beiden Spiele der A-Nationalmannschaft nachnominiert. Am 10. April wurde sie gegen Australien in der 60. Minute beim Stand von 2:0 für Tabea Waßmuth eingewechselt. Zwei Minuten später konnte sie sich im Laufduell gegen die 126-fache Nationalspielerin Clare Polkinghorne durchsetzen und ihr erstes A-Länderspieltor erzielen (Endstand 5:2). In der Qualifikation für die WM 2023 wurde sie in allen 10 Spielen ein- oder ausgewechselt und erzielte gegen Israel und die Türkei drei Tore.
Für die EM 2022 in England wurde Brand von der Bundestrainerin Martina Voss-Tecklenburg in den Kader berufen. Das deutsche Team scheiterte im Finale an England. Brand kam in allen sechs Spielen zum Einsatz.
Bei der WM 2023 in Australien und Neuseeland stand sie erneut im Kader, spielte die drei Spiele der Vorrunde und schied mit Deutschland aus.
Sie wurde für die Olympischen Spiele 2024 von Horst Hrubesch in den Kader berufen, bestritt alle 6 Spiele in der Anfangsformation auf dem rechten Sturmflügel sowie einmal als Mittelstürmerin und erzielte das 3:0 im ersten Gruppenspiel gegen Australien. Die deutsche Nationalmannschaft verlor im Halbfinale nach Verlängerung gegen die Vereinigten Staaten, gewann dann durch einen 1:0-Sieg gegen Spanien Bronze.
Bundestrainer Christian Wück berief sie im Juni in den Kader der Nationalmannschaft für die Fußball-Europameisterschaft der Frauen 2025. Sie kam in allen fünf Spielen zum Einsatz und erzielte zwei Tore, ehe die Mannschaft im Halbfinale gegen Weltmeister Spanien in der Verlängerung ausschied.

## Persönliches
Jule Brand wuchs in Dudenhofen auf und besuchte das Nikolaus-von-Weis-Gymnasium in Speyer. 2022 machte sie das Abitur.
Ihr älterer Bruder Felix (* 2001) stand von Juli 2021 bis Juni 2023 beim damaligen Drittligisten FSV Zwickau unter Vertrag. Aktuell ist er Co-Trainer beim Regionalligisten VFC Plauen. Sie hat zudem eine Schwester.
Von Januar bis April 2024 war Brand gemeinsam mit Selina Cerci Team-Managerin bei der ersten Spielzeit der Hallenfußball-Liga Baller League. Ihr Team „Las Ligas Ladies“ schaffte es dabei im Turnierverlauf bis ins Halbfinale.

## Erfolge

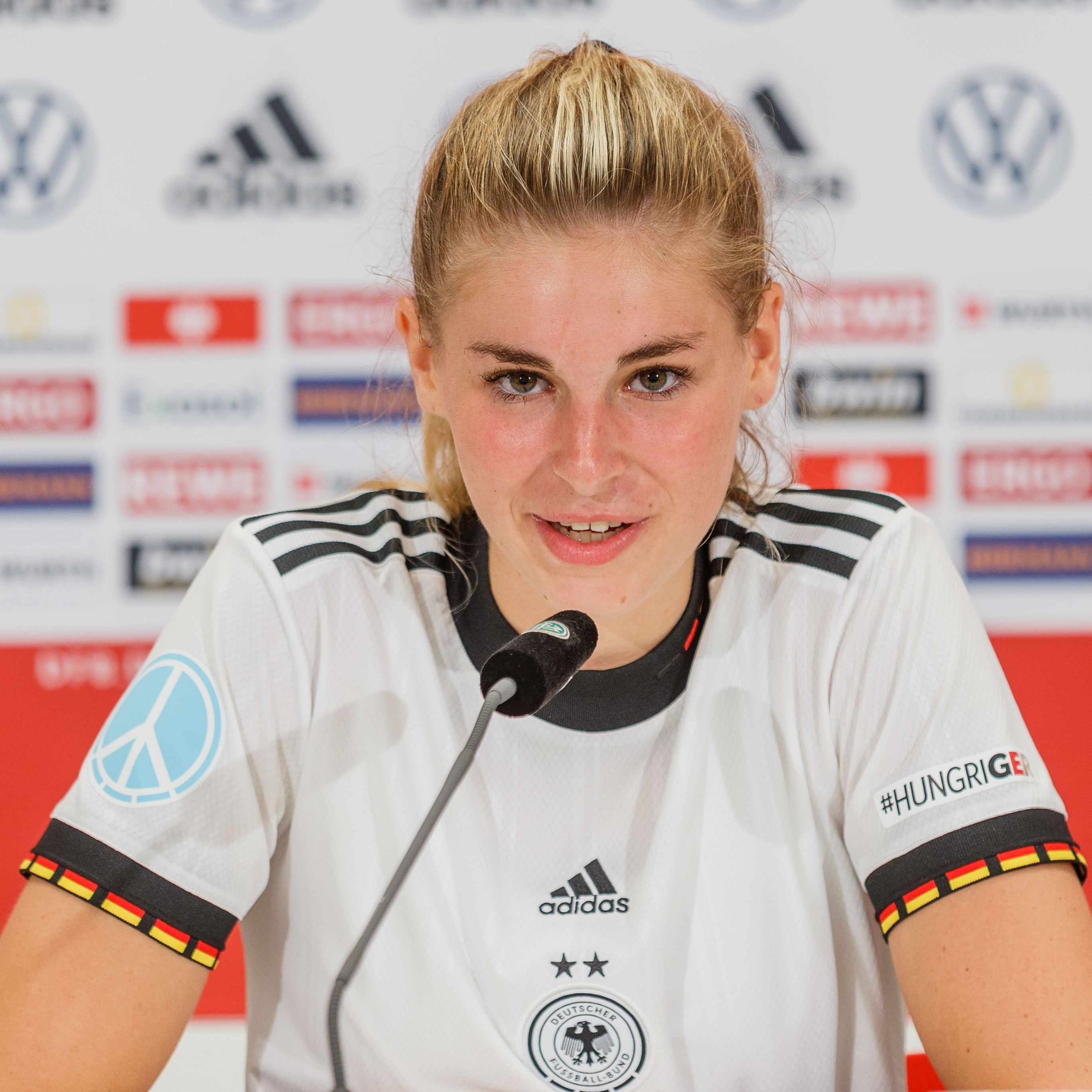
Jule Brand (2022)

- Olympische Bronzemedaille 2024
- U17-Europameisterin 2019
- Vizeeuropameisterin 2022
- DFB-Pokal-Siegerin 2023 und 2024

## Auszeichnungen
- Fritz-Walter-Medaille (U19) in Gold 2021
- Golden Girl 2022 (beste U21-Spielerin Europas)
- Silbernes Lorbeerblatt 2024[16]